# Gallirallus
Gallirallus Lafresnaye, 1841 è un genere di uccelli della famiglia dei Rallidi.

## Tassonomia
In passato erano molte le specie di Rallidi della regione indo-pacifica ascritte a questo genere, ma in seguito a una recente revisione tassonomica la maggior parte di esse è stata classificata nel genere Hypotaenidia; oggi in Gallirallus vengono classificate solamente due specie, entrambe incapaci di volare:
- Gallirallus calayanensis D. Allen, Oliveros, Espanola, Broad e Gonzalez, 2004 - rallo di Calayan;
- Gallirallus australis (Sparrman, 1786) - weka.